# Aeromot
Aeromot Aeronaves e Motores es un grupo empresarial brasileño dedicado al área de aeronáutica y con sede en la ciudad de Porto Alegre, Rio Grande do Sul. Fue fundada en 1967 y se dedica a la venta y mantenimiento de aeronaves y motores, la venta de piezas de repuesto y la prestación de servicios en el segmento aeronáutico como cursos y sistemas de imágenes aéreas. Fue responsable de todo el sistema aeronáutico de la Copa del Mundo 2014 y de los Juegos Olímpicos Río 2016.
Su aeropuerto sede es el Aeropuerto Internacional Salgado Filho de Porto Alegre y cuenta con una filial localizada en el aeropuerto de Pampulha en Belo Horizonte. Inicialmente estuvo destinada a prestar servicios de mantenimiento de aeronaves, la empresa empezó luego a fabricar componentes de las mismas (como asientos, piezas de motor, etcétera) y a producir pequeños aviones de entrenamiento. Realizó el proyecto de los asiento de la Embraer EMB 110 Bandeirante, el primer avión de Embraer.
La empresa "Aeoromot Aeronaves e Motores" se escindió de la antigua "Aeoromot Indústria" que también fabricaba aviones, que fabricava aviões. Desde 2007, Aeoromot Aeronaves e Motores pasó a ser controlada totalmente por un nuevo grupo del ramo de la aviación, separándose totalmente de aquella. A pesar de la semejana en sus nombres, son dos empresas totalmente diferentes. 

## Historia
Al final de la década de 1980, Aeromot produjo su primera aeronave, la AMT-100 Ximango como parte de un proceso de transferencia tecnológica sobre la base del modelo RF-10 creado en los años 1980 por la empresa francesa Aerostructure de la que comprómo los derechos para producirlo en Brasil. Durante el auge el mercado, al final de esa misma década, la empresa alcanzó una facturación de 18 millones de dólaers.
También desarrolló y produjo para la Marina de Brasil, de 1986 a 1990, una aeronave destinada a ejercicios de tiro antiaéreo denominada K1AM, sin embargo debido al elevado costo operacional de los sistemas KD2R-5/K1AM, el programa no tuvo continuidad y la Marina optó por sistemas más ligeros y más baratos.
Entre 1997 y 2001 la empresa proyectó, desarrolló y certificó, de conformidad a la especificación del Departamento de Aviación Civil, un avión de entrenamiento primario, biplaza, denominado AMT-600 Guri, destinado a substituir a los Paulistinhas y Aero Boero existentes en los aeroclubes brasileños.
Entre 1999 y 2005 Aeromot creó variantes del modelo Ximango: AMT-200 Super Ximango e AMT-300 Turbo Ximango Shark.
En 2001 vendió 14 aeronaves para ser usadas en el entrenamiento inicial de pilotos de la Fuerza Aérea de los Estados Unidos por un valor de US$ 2,5 millones, desbancando a Diamond.
En 2003 fueron iniciadas las negociaciones para la transferencia de tecnología del planeador motorizado, con una intención de producir inicialmente 150 aeronaves, de las que 50 fueron entregadas a fines del 2004 y los 100 restantes cinco años después. Los planes se atrasaron y el joint venture con la empresa estatal china Guizhou Aviation Industries Corporation debió haber iniciado las operaciones en 2009.
A partir de mediados de la década del 2000 la empresa entró en crisis, inicialmente por causa de la variación del tipo de cambio, principalmente entre 2005 y 2006, que redujo las ganancias por exportaciones; luego por causa de la baja demanda del sector público y, finalmente, con la crisis financiera del 2008 que estancó las compras de clientes, principalmente aeroclubes de los Estados Unidos. En el 2009, ningún avión salió de las oficinas de Aeromot.
Otro factor importante fueron los problemas enfrentados luego de ganar una licitación en 2006 que garantizaría la producción de diez aeronaves para la Secretaría Nacional de Seguridad Públic (Senasp) por un valor de 4,8 millones de reales. Complicado por un recurso administrativo contra el resultado, el proceso no fue concluido y desestructuró la programación industrial y financiera de la empresa, costanco casi la quiebra y obligando a la empresa a vender las operaciones de mantenimiento de aviones y motores para hacer caja.
En la actualidad, la empresa se encuentra habilitada a inspeccionar rutinariamente y hacer la inspección anual de mantenimiento en aeronaves Raytheon, Piper Aircraft, Cessna, Embraer, Neiva, Robinson, Beechcraft, Lake e Aero Commander.
En 20 años de fabricación de avones, Aeromot totaliza 178 Ximangos (vendidos a 16 países) y 22 Guris.

## Aeronaves
La empresa produjo una serie de pequeñas aeronaves destinadas al entrenamiento de pilotos, de la clase de motoplaneadores, que son: 
- AMT-100 Ximango
- AMT-200 Ximango
- AMT-300 Turbo Ximango Shark
- AMT-600 Guri